# 李陵容
李 陵容（り りょうよう、永和7年（351年）- 隆安4年7月4日（400年8月9日））は、中国東晋の簡文帝の側室。孝武帝の生母。

## 生涯
出自は不明であるが、褐色人種とされる。奴隷として織室で働いていた。背が高く、色が黒い。織室の者から「崑崙奴」と呼ばれた。
会稽王時代の簡文帝は、正室の王簡姫との間に司馬道生・司馬兪生を産んだが、道生の操行が悪かったために母子は廃嫡された。残りの4人の息子もみな早世した。その後、姫妾らごとに妊娠できなかったのが10年近くなると、会稽王は占いをした。占い師は「後房のある女性が2人の公子を産みそうですが、その一人はついに晋室を盛んにするつもりです」と語った。数年後、術士に愛妾を調べさせたが、相応しい人物を見つけることができず、女婢まで訪ね歩かせた。術士は織室にいた陵容を指目し、陵容は会稽王の側室となり2男1女を産んだ。
子である孝武帝の即位後、淑妃から夫人、太元12年（387年）に皇太妃となった。太元19年（394年）8月、皇太后となる。
隆安元年（397年）2月、孫の安帝の即位に伴って太皇太后となる。
隆安4年7月壬子（400年8月9日）、建康の含章殿にて50歳で崩じた。文皇太后と諡され、修平陵に葬らせた。

## 子女
- 司馬曜（孝武帝）
- 司馬道子（会稽王）
- 鄱陽公主

## 伝記資料
- 『晋書』巻32 列伝第2 后妃下